# De Luxe Records

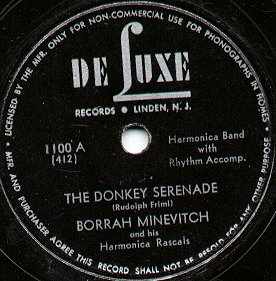
Een plaat op De Luxe Records

De Luxe Records (later DeLuxe Records) was een Amerikaans platenlabel, dat in 1944 in Linden, New Jersey, werd opgericht door de gebroeders David en Jules Braun. Het label had in de jaren veertig en vijftig successen in Amerika met jazz- en rhythm & blues-platen en vroege rock & roll-platen. 
Het label bracht in het begin platen in allerlei muziekstijlen uit, waaronder jazz, R&B, gospel en polka. Onder de eerste singles bevonden zich liedjes door de zanggroep The Four Blues (die ook gospelplaten maakten onder de naam Golden Echo Quartet), Billy Eckstine en Benny Carter.
In 1947 gingen de broers, zonen van Hongaars-joodse immigranten, naar New Orleans op zoek naar talent en ontdekten en contracteerden daar Paul Gayten en Dave Bartholomew, alsook Roy Brown en Annie Laurie. Brown had het jaar daarop een nationale hit met de R&B-opname 'Good Rocking Tonight', een vroege voorloper van de rock & roll. 
In 1947 verwierf Syd Nathan, oprichter en eigenaar van King Records een meerderheidsbelang in De Luxe. De gebroeders Braun richtten vervolgens het label Regal Records op. In 1949 verplaatste Nathan het hoofdkantoor van het label naar Cincinnati. Hij verwierf kort daarop, in 1951, de resterende aandelen van de broers Braun, na een bittere juridische strijd.
Op het label verschenen opnames van onder andere Annie Laurie, The Manhattans en Donnie Elbert (waarmee DeLuxe tot het begin van de jaren '70 succes had in de R&B-lijsten), Dave Bartholomews (She's Got Great Big Eyes), Dud Bascomb, Roy Brown, Erskine Butterfield, King Curtis, Billy Eckstine and His Orchestra, Benny Carter, Papa Celestin, Cousin Joe, Paul Gayten, Willis Jackson, Plas Johnson, Smiley Lewis, Roy Milton, Lee Richardson, Sylvia Syms en Earl Warren.